# Cortino
Cortino ist eine Gemeinde mit 572 Einwohnern (Stand 31. Dezember 2023) in der Provinz Teramo in den Abruzzen. Ein Teil des Territoriums der Gemeinde liegt innerhalb der Grenzen des Nationalparks Gran Sasso und Monti della Laga und ist Mitglied der Comunità Montana della Laga.

## Geografie
Zu den Ortsteilen (Fraktionen) zählen Agnova, Altovia, Caiano, Casagreca, Casanova, Collegilesco, Comignano, Cunetta, Elce, Faieto, Fonte Palumbo, Lame, Macchiatornella, Padula, Pagliaroli, Pezzelle, Piano Fiumata, Servillo und Vernesca.
Die Nachbargemeinden sind: Amatrice, Crognaleto, Montorio al Vomano, Rocca Santa Maria, Teramo und Torricella Sicura.

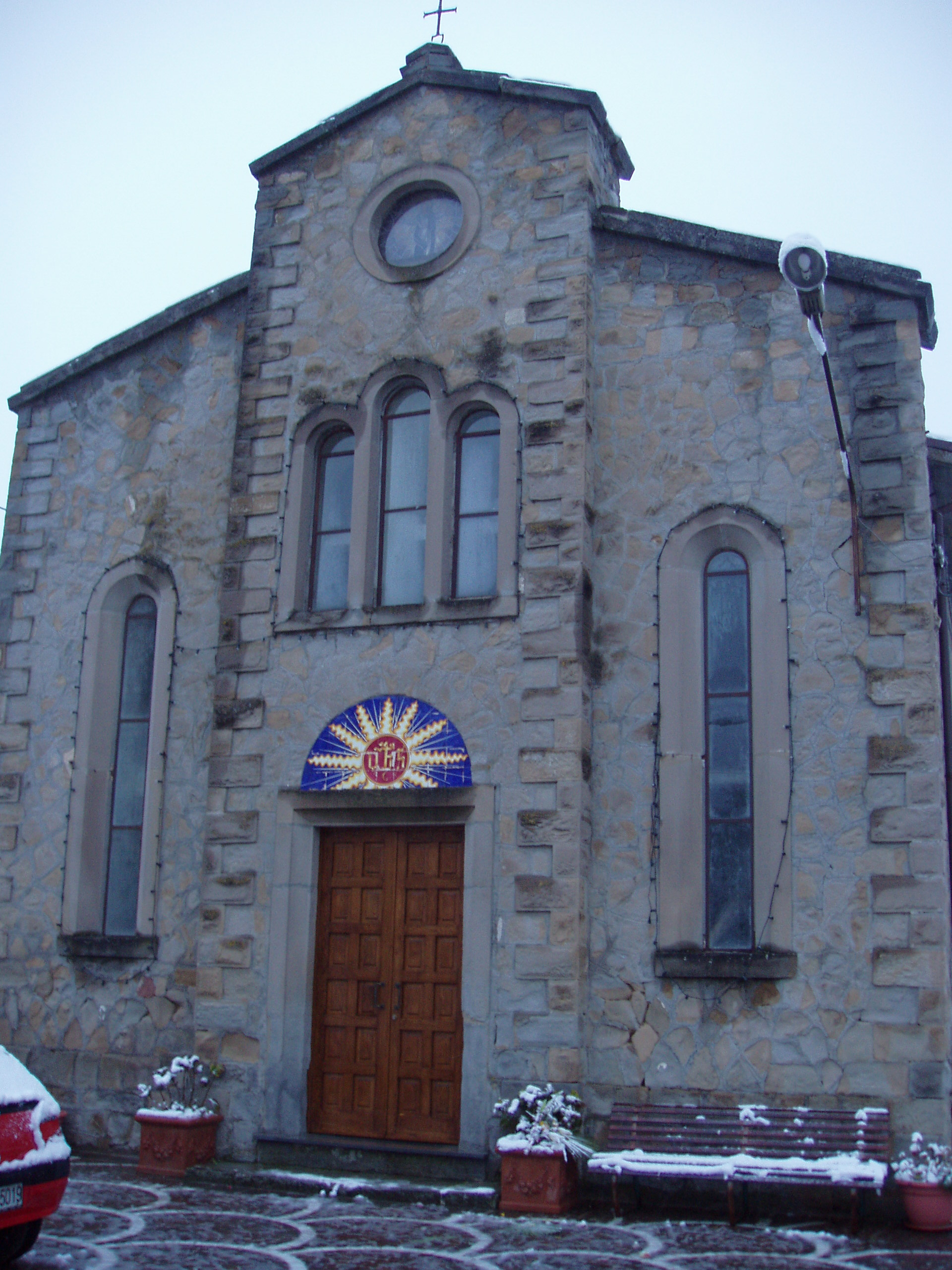
Die Kirche in Cortino

## Weinbau
In der Umgebung der Gemeinde werden Reben der Sorte Montepulciano für den DOC-Wein Montepulciano d’Abruzzo angebaut.